# 101491 Grahamcrombie
101491 Grahamcrombie este o planetă minoră (asteroid), cu un diametru de 3,303 km, din centura de asteroizi. A fost descoperită pe 1 decembrie 1998 la  de Ian Paul Griffin⁠(d). 
Obiectul prezintă o orbită caracterizată de o semiaxă mare de 2,5583711503283 UAi, o excentricitate de 0,3102043700068, o înclinație de 13,768480069526 ° în raport cu ecliptica.